# Steve (Minecraft)

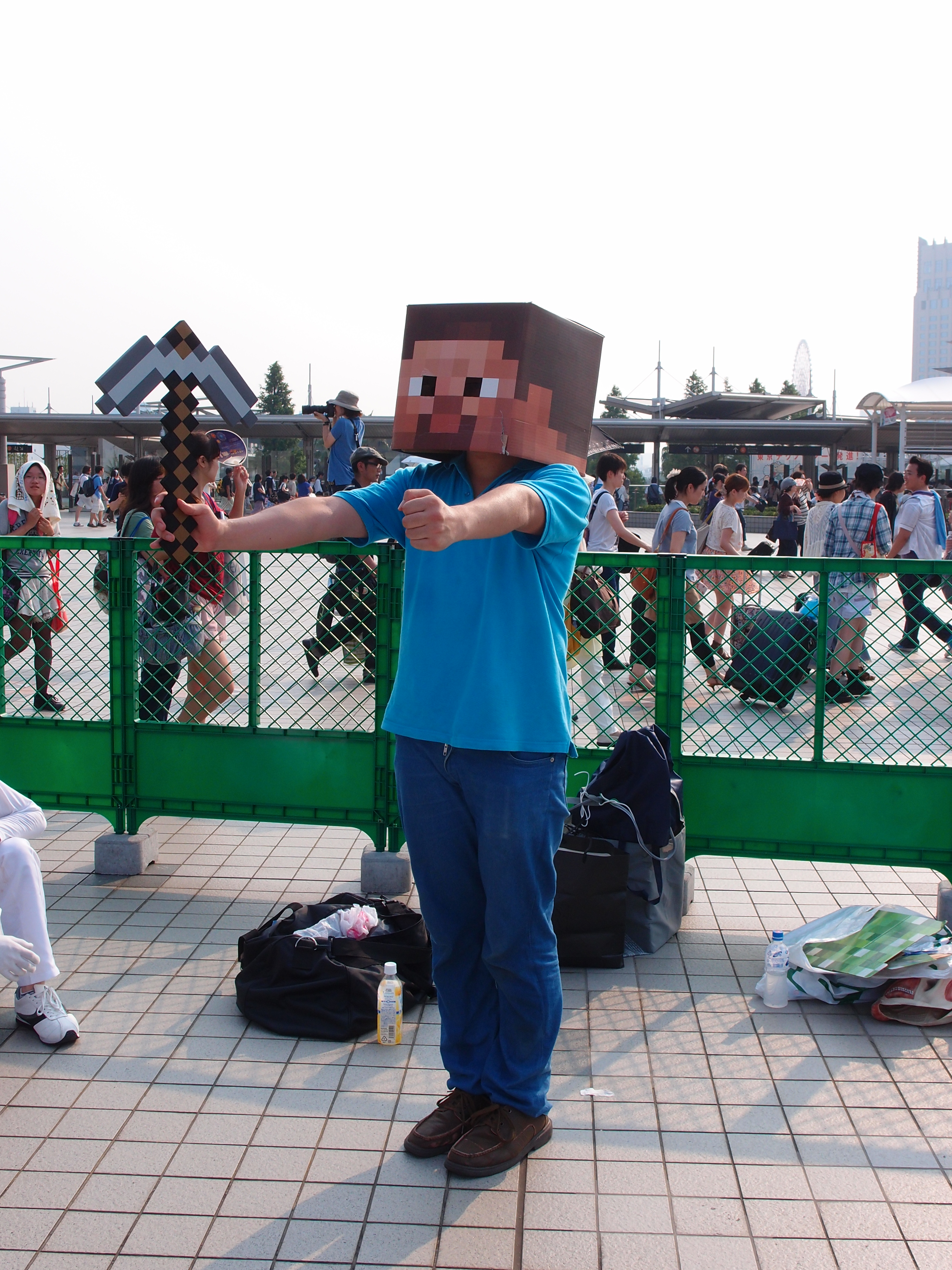
Ein Steve-Cosplay aus Tokio im Sommer 2013

Steve ist eine Spielerfigur aus dem Sandbox-Spiel Minecraft, das 2011 veröffentlicht wurde. Er wurde vom schwedischen Spieleentwickler Markus „Notch“ Persson entworfen und erstmals in der ursprünglichen Java-Version von 2009 eingeführt. Steve ist die erste und ursprüngliche Standard-Skin für Spieler aktueller Versionen von Minecraft. Steve besitzt keine offizielle Hintergrundgeschichte, da er als anpassbarer Spieler-Avatar konzipiert ist und nicht als vordefinierter Charakter. Sein weibliches Gegenstück, Alex, wurde im August 2014 für die Java-PC-Versionen eingeführt, sieben weitere Standard-Skins folgten im Oktober 2022 in der Java Edition. Je nach Version von Minecraft können Spieler beim Erstellen eines neuen Accounts zwischen Steve, Alex oder anderen Standardskins wählen. Die Skin lässt sich jedoch auch einfach im Spiel oder über die Website ändern.
Durch den kritischen und kommerziellen Erfolg des Minecraft-Franchises wurde Steve zu einer weithin bekannten Figur der Videospielindustrie. Kritiker sehen ihn als Maskottchen der Marke Minecraft; sein Abbild erscheint in Werbungen und Merchandise-Artikeln, darunter Kleidung und Sammlerstücke. Im Oktober 2020 wurde Steve als spielbarer Charakter in Super Smash Bros. Ultimate aufgenommen, wo er häufig als stärkster Kämpfer des Spiels gilt. Aufgrund seines als unausgewogen empfundenen Kräfteverhältnisses ist er bei mehreren Turnieren gesperrt worden. In der Filmadaption A Minecraft Movie, die im April 2025 erschien, wurde Steve von Jack Black dargestellt. Auch in inoffiziellen Medien findet seine Gestaltung Verwendung, etwa in der "Herobrine"-Creepypasta.

## Konzept und Design

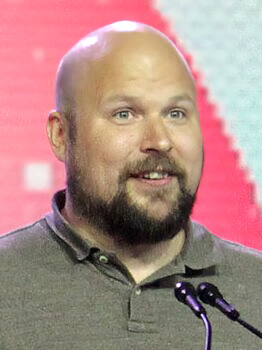
Markus Persson, der erste Entwickler von Minecraft und Erfinder von Steve, in 2016

Steve wurde von Markus Persson für Minecraft entworfen. Er ist eine menschenähnliche Figur mit einem blockartigen Erscheinungsbild, das dem ästhetischen Stil des Spiels entspricht. Sein Design besteht aus einem hellblauen Oberteil, einer blauen Hose und Schuhen, während sein Gesicht gelegentlich mit einem Kinnbart versehen ist. In den Konsolenversionen erscheint Steve auch in unterschiedlichen Outfits, etwa einem Smoking, einem Sträflingsanzug oder einem Kilt.
Der Name „Steve“ entstand ursprünglich als Scherz, weil Persson ihn für „generisch“ hielt; dennoch wurde der Name von der Community übernommen und schließlich in der Bedrock Edition offiziell. Trotz seines maskulinen Namens und Aussehens war es nie die Absicht, Steve ein bestimmtes Geschlecht zuzuschreiben. Im Jahr 2012 erklärte Persson, dass die blockige Grafik von Minecraft eine traditionell „maskuline“ Ästhetik vermittle, betonte aber, dass das Spiel bewusst geschlechtsneutral gestaltet sei und das 3D-Modell eine geschlechtslose menschliche Figur darstellen solle. Die Beschränkung auf ein männliches Geschlecht hätte den Eindruck erweckt, Minecraft sei „nur ein Spiel für Jungen“. Persson sagte, er habe einmal versucht, eine weibliche Figur zu entwerfen, das Ergebnis sei jedoch „extrem sexistisch“ gewesen. Um die Geschlechtsneutralität zu betonen, wurde Steves Kinnbart 2009 entfernt, jedoch später wieder hinzugefügt.

Ein typischer Minecraft-Cube

Alex, eine weitere standardmäßig verfügbare Spielerfigur, wurde am 22. August 2014 in der Java Edition von Minecraft eingeführt. In den Konsolen- und Mobilversionen wurde sie später hinzugefügt. Alex’ Modell ähnelt dem von Steve, weist jedoch ein feminines Erscheinungsbild auf: Sie hat orangefarbene Haare, die zu einem Pferdeschwanz gebunden sind, sowie schmalere Arme. Im Hinblick auf die geschlechtergerechte Darstellung äußerte sich Helen Chiang, Studioleiterin von Microsoft und verantwortlich für das Minecraft-Franchise, 2018 in einem Interview. Es sei ihr wichtig, die Marke Minecraft zu nutzen, um Geschlechterstereotype zu hinterfragen. Indem Alex und Steve über ähnliche Fähigkeiten und Eigenschaften verfügen, solle die Gleichstellung der Geschlechter betont werden. Mit einem Update im Jahr 2014 wurde die Möglichkeit eingeführt, Skins mit mehreren Ebenen zu gestalten, was eine detailliertere Darstellung ermöglichte.
Im August 2022 wurde ein Update veröffentlicht, das die Modelle von Steve und Alex überarbeitete. Dabei kamen zusätzliche Ebenen und detailliertere Texturen zum Einsatz. Steves überarbeiteter Look beinhaltete auch die Rückkehr seines Kinnbarts, der dreizehn Jahre zuvor entfernt worden war. Im Oktober desselben Jahres wurden sieben neue Standard-Skins zu Minecraft hinzugefügt, um die Vielfalt innerhalb der Spielgemeinschaft zu erhöhen. Diese Skins basieren auf den bestehenden Modellen von Steve und Alex und tragen die Namen Noor, Sunny, Ari, Zuri, Makena, Kai und Efe.

## Beschreibung

### Steve's Charakter
Steve ist eine von neun standardmäßig verfügbaren Spieler-Skins, die neuen Spielern von Minecraft zur Verfügung stehen. Eine Skin bezeichnet das Aussehen des Avatars, der den Spieler in der Spielwelt repräsentiert. Dieses Aussehen kann vom Spieler verändert, angepasst oder komplett ersetzt werden. Den Spielern stehen verschiedene Möglichkeiten zur Verfügung, das visuelle Erscheinungsbild ihrer Spielfigur individuell zu gestalten.
Vor der Einführung von Alex war Steve die einzige offizielle Skin, die Spielern der PC- und Mobilversionen von Minecraft zur Verfügung stand. In der PC-Version konnten Nutzer allerdings selbst gestaltete Skins verwenden oder Skins aus dem Internet einfügen. In den ursprünglichen Konsolenversionen des Spiels standen bis zu acht männliche Varianten von Steve zur Auswahl, jedoch keine weiblichen Figuren. Darüber hinaus gab es zusätzliche Charaktere, die als Teil von Skin-Paketen käuflich erworben werden konnten. Wie Steve konnte auch Alex anfangs in den Konsolenversionen nicht manuell ausgewählt werden; die Skin wurde beim Start eines neuen Spiels zufällig zugewiesen. Seit 2022 können Steve, Alex und die sieben weiteren Standard-Skins in allen Versionen des Spiels manuell ausgewählt werden – entweder über ein Menü im Spiel oder über den Launcher, je nach gespielter Version von Minecraft.

### A Minecraft Movie

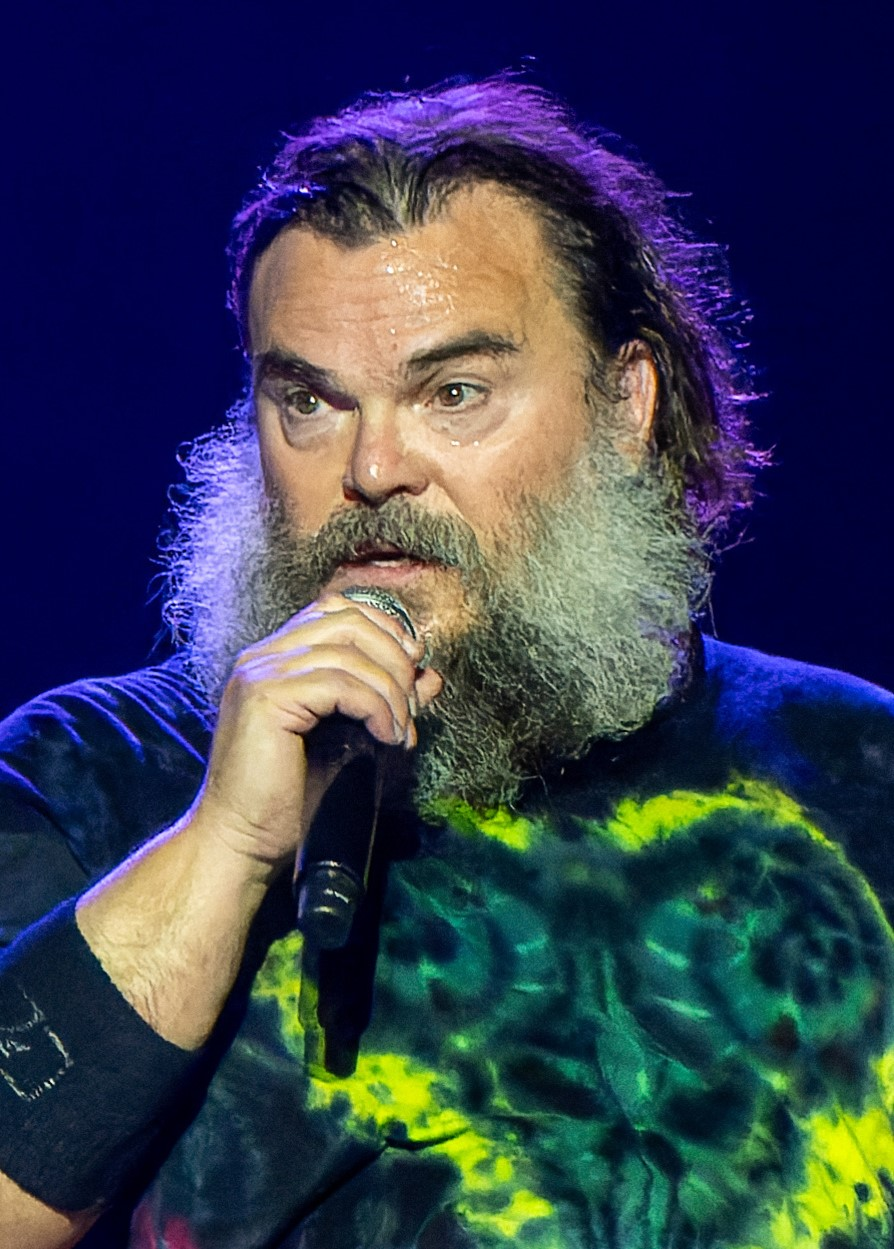
Steve wird im Film vom Musiker, Entertainer und Schauspieler Jack Black gespielt.

Steve tritt in der Verfilmung des Spiels, A Minecraft Movie (2025), auf und wird dort in einer Realverfilmung vom US-amerikanischen Schauspieler Jack Black dargestellt. Ursprünglich sollte Black in der Rolle eines sprechenden Schweins auftreten, doch der damalige Regisseur kam zu dem Schluss, dass ein Gastgeber für die übrigen Figuren im Film benötigt werde. Black galt außerdem als derjenige Schauspieler im Team, der sich am stärksten mit dem Spiel identifizierte. Während der Produktion richtete das Filmteam private Minecraft-Server für das Ensemble ein; Black spielte dort über 100 Stunden, mehr als jede andere beteiligte Person, noch bevor er für die Rolle des Steve besetzt wurde. Im Sinne der ursprünglichen Idee von Steve als frei gestaltbarem Standardcharakter basiert die Darstellung im Film auf Jack Blacks eigener Interpretation der Figur.
Im Film ist Steve ein erfolgloser Türknaufverkäufer, der in einer Höhle auf ein mysteriöses Objekt stößt und daraufhin in die sogenannte Oberwelt transportiert wird – eine magische Welt aus Blöcken, die den Hauptschauplatz des Films bildet. Dort wird er zum Anführer der übrigen Hauptfiguren des Films. Zudem trägt Jack Black im Film ein Original-Lied vor, das auf der Figur Steve basiert und den Titel „I Feel Alive“ trägt.

### Weitere Auftritte
Sowohl Steve als auch Alex sind als Skins in Minecraft Dungeons verfügbar, wobei Steve der am häufigsten gewählte Skin unter den Spielern ist. Außerhalb der Minecraft-Reihe erscheint Steve als spielbarer Charakter in der PC-Version von Super Meat Boy, in dem er als „Mr. Minecraft“ bezeichnet wird. Steve ist außerdem ein spielbarer Charakter in Super Smash Bros. Ultimate, wo Alex und einige Gegner aus Minecraft als alternative Kostüme verfügbar sind. Kosmetische Gegenstände auf Basis von Steves Kopf erscheinen zudem im Spiel Hybrid.

## Rezeption

### Kultureller Einfluss
Kritiker sind der Ansicht, dass Steve über seine ursprüngliche Funktion als Standardfigur für neue Spieler von Minecraft hinaus ein hohes Maß an kultureller Wirkung und viraler Bekanntheit erlangt hat. Er gilt als das Gesicht des Franchise und ist häufig in Werbematerial und Werbekampagnen zu sehen. Einige Kommentatoren betrachten Steve als den Minecraft-Figur, die einem Protagonisten oder Hauptcharakter am nächsten kommt. Dies geschieht trotz der Tatsache, dass Steve – im Gegensatz zu den meisten anderen Figuren aus Videospielen – keine offizielle Hintergrundgeschichte oder gesprochene Dialoge im Spiel besitzt. Steve wurde von den Redaktionen von Glixel und GamesRadar+ als eine der ikonischsten Figuren der Videospielgeschichte bezeichnet. Letzteres Magazin beschrieb Steve als „dauerhaftes Symbol“ von Minecraft und sein Charaktermodell als eine der bekanntesten Silhouetten der Videospielkultur. Im Jahr 2024 wurde Steve in einer Umfrage der BAFTA mit rund 4.000 Teilnehmenden auf Platz 13 der ikonischsten Videospielcharaktere aller Zeiten gewählt.
Steve war Gegenstand zahlreicher Fan-Theorien, die sich über Internetgemeinschaften verbreitet haben. Eine Theorie behauptet, Steve basiere auf Tommy Vercetti, dem Protagonisten aus Grand Theft Auto: Vice City, da beide Figuren eine gewisse äußerliche Ähnlichkeit aufweisen. Diese Theorie beruft sich auf einen Tumblr-Beitrag von Markus Persson aus dem Jahr 2009 zur Entwicklung von Minecraft, in dem er angab, sich bei frühen Designs von der Grand Theft Auto-Reihe inspiriert zu haben. Im Jahr 2020 reagierte Persson auf soziale Medienbeiträge zu dieser Theorie und bestritt jegliche direkte Verbindung zwischen den Figuren – gab jedoch zu, dass er als Fan von Vice City möglicherweise unbewusst beeinflusst worden sei. Im Jahr 2010 entstand auf 4chan die Figur "Herobrine", eine Creepypasta, die auf Steve basiert, jedoch weiße, leuchtende Augen besitzt. Herobrine gewann schnell an Bekanntheit innerhalb der Minecraft-Community und wurde zu einem Internet-Meme; gelegentlich taucht er auch in offizieller Grafik des Spiels auf. Auch die Darstellung von Steve durch Jack Black in A Minecraft Movie wurde zum Meme, insbesondere wegen der ungewohnten Realverfilmung der Spielfigur.

### Super Smash Bros. Ultimate
Die Ankündigung und Einführung von Minecraft-bezogenen Download-Inhalten (DLC) für Super Smash Bros. Ultimate, die hauptsächlich durch Steve repräsentiert werden, wurde von Kritikern und Spielern überwiegend positiv aufgenommen. Einige Kommentatoren meinten, dass die große Begeisterung auf die unerwartete Integration von Steve in das Spiel zurückzuführen sei. Nach der Enthüllung kam es auf der Social-Media-Plattform Twitter zu einem enormen Anstieg von Beiträgen – die Seite war zeitweise überlastet. Der Spielleiter von Ultimate, Masahiro Sakurai, twitterte, nachdem der Dienst wieder online war: „もしかして、Twitter落ちましたね……?“ („Ist Twitter vielleicht abgestürzt?“). Patricia Hernandez von Polygon und Nadia Fox von US Gamer merkten zudem an, dass eine Animation in der Siegespose von Steve eine zweideutige Anspielung enthalte, die im Netz für zusätzliche Aufmerksamkeit sorgte.
In seiner Rezension des Steve-DLCs für Super Smash Bros. Ultimate beschrieb Mitchell Saltzman von IGN Steve als einen der komplexesten Kämpfer, die jemals ins Spiel eingeführt wurden. Er hob besonders hervor, wie die Entwickler die Mechaniken des Ressourcensammelns und Item-Herstellens aus Minecraft in Steves Bewegungsrepertoire integriert haben. Die Redaktion von Kotaku war hinsichtlich der Integration von Steve in Ultimate geteilter Meinung. Ian Walker bezeichnete ihn nach dem Beobachten eines Turniers, in dem ein Spieler Steves Bau-Fähigkeiten einsetzte, als eine der spannendsten Figuren im Spiel. Ari Notis hingegen äußerte sich deutlich kritischer und nannte Steve den merkwürdigsten Charakter, den er je gespielt habe. Er beschrieb dabei eine visuelle und spielmechanische Dissonanz, die durch die Umsetzung der Figur im Spiel entstehe.
Seit Steves Einführung wird die Figur innerhalb der kompetitiven Community von Super Smash Bros. Ultimate vielfach als übermächtig eingeschätzt. Besonders Steves unkonventioneller Spielstil sowie seine rapide steigende Präsenz auf hohen Turnierplatzierungen führten zu dieser Bewertung. Im Februar 2023 stufte eine von mehreren professionellen Spielern erstellte Tier-Liste Steve als stärksten Charakter des Spiels ein. Spieler begannen, sich für ein Turnierverbot von Steve auszusprechen, aus Sorge, seine Dominanz könnte die Zuschauerzahlen negativ beeinflussen – ähnlich wie zuvor bei Bayonetta in Super Smash Bros. for Wii U. Andere sprachen sich gegen ein Verbot aus und argumentierten, dass effektive Gegenstrategien bislang nur unzureichend entwickelt worden seien.
Mit zunehmender Popularität der Figur und steigenden Siegquoten wuchs der Druck auf Turnierorganisatoren, Steve zu verbannen. Im März 2023 wurde Steve schließlich bei mehreren Turnieren verboten, nachdem eine neue Technik entdeckt wurde, die es erlaubt, nach gegnerischen Treffern ohne Verzögerung sofort zu kontern. Diese Methode ist als „Phantom MLG“ bekannt.

### Analyse
In einem Beitrag der Publikation 100 Greatest Video Game Characters (2017) erklärte Chris Bailey, dass das begrenzte Wissen über Steve exemplarisch zeige, wie Videospiel-Avatare im Kontext von Spieleridentität wahrgenommen werden. Die Figur verkörpere den Geist von Freiheit und Anpassbarkeit, wie er für Sandbox-Spiele charakteristisch sei.
Bailey führte weiter aus, dass Steve beispielhaft für die „Zentralität“ von identifizierbaren Avataren stehe, denen es gelingt, den Spielern kreative Handlungsfreiheit innerhalb und außerhalb von Videospielen zu ermöglichen. Während viele Spiele lediglich vordefinierte Optionen wie Frisuren oder Hautfarben erlauben, ermögliche Steve es, die gesamte Oberfläche der Spielfigur frei zu gestalten. Dies manifestiere sich auch in der Vielzahl an Online-Communities, die sich dem Austausch und der Veröffentlichung benutzerdefinierter Skins widmen.
Während Markus Persson betonte, dass Steves Geschlecht nichtbinär sei, vertrat Chris Bailey die Ansicht, dass es „zunächst schwierig“ sei, die Einführung einer Figur mit einem „eindeutig gegenderten Namen“ zu erklären. Dennoch stellte Bailey fest, dass die Spielgemeinschaften von Minecraft die Offenheit des Spiels begeistert aufgenommen hätten – insbesondere durch die Möglichkeit, das Aussehen ihrer Spielfigur individuell zu gestalten. Dies geschehe durch das Überlagern einer neuen Skin über das Ausgangsmodell von Steve. Ähnlich äußerte sich H. Chad Lane: Das Konzept der Skins in Minecraft, wobei Steve und Alex als Ausgangspunkt dienen, ermögliche es den Spielern, eine Spielfigur zu gestalten, die als Spiegelbild ihrer Identität und Selbstwahrnehmung fungieren könne – unabhängig davon, ob diese dem realen Leben ähnele oder davon abweiche.